# Турска на Светском првенству у атлетици у дворани 2018.
Турска је на 17. Светском првенству у атлетици у дворани 2018. одржаном у Бирмингему од 1. до 4. марта учествовала шеснаести пут. Репрезентацију Турске је представљао 1 такмичар који се такмичио у трци на 60 м.,
На овом првенству такмичар Турске није освојио ниједну медаљу нити је остварио неки резултат.
У табели успешности према броју и пласману такмичара који су учествовали у финалним такмичењима (првих 8 такмичара) Турска је са 1 учесником у финалу заузела 48. место са 1 бодом.
| Плас. | Земља  | 1. место | 2. место | 3. место | 4. место | 5. место | 6. место | 7. место | 8. место | Бр. финал. | Бод. |
| ----- | ------ | -------- | -------- | -------- | -------- | -------- | -------- | -------- | -------- | ---------- | ---- |
| 48.   | Турска | 0        | 0        | 0        | 0        | 0        | 0        | 0        | 1        | 1          | 1    |

## Учесници
Мушкарци:
- Емре Зафер Барнес — 60 м

## Резултати

### Мушкарци
| Атлетичар         | Дисциплина | Лични рекорд | Квалификације | Квалификације | Полуфинале | Полуфинале | Финале   | Финале      | Детаљи |
| Атлетичар         | Дисциплина | Лични рекорд | Резултат      | Место         | Резултат   | Место      | Резултат | Место       | Детаљи |
| ----------------- | ---------- | ------------ | ------------- | ------------- | ---------- | ---------- | -------- | ----------- | ------ |
| Емре Зафер Барнес | 60 м       | 6,55 НР      | 6,58 КВ       | 1. у гр. 4    | 6,58 кв    | 3. у гр. 2 | 6,64     | 8 / 49 (52) |        |